# Elachiptera rubida
Elachiptera rubida är en tvåvingeart som beskrevs av Becker 1912. Elachiptera rubida ingår i släktet Elachiptera och familjen fritflugor. Inga underarter finns listade i Catalogue of Life.